# Unun
Unun fue un grupo islandés de rock creado en 1993 por el músico y periodista Dr. Gunni y el exguitarrista de The Sugarcubes, Þór Eldon Jónsson.
El nombre Unun en islandés significa “Placer” y fue una palabra que encontraron mientras estaba jugando Scrabble. Una vez que el grupo fue concebido, se recurrió a la presencia de la cantante Kristín y a partir de entonces el trío empezó a practicar en el departamento de Dr. Gunni para un álbum de cuatro temas.
El 1 de abril de 1994 comenzaron las sesiones de grabación para el primer álbum del grupo y así graban una canción con el veterano del rock islandés Runar que se convierte en un éxito del verano boreal. También en 1994, Kristín deja al grupo y es reemplazada por la cantante Heiða y así terminan el primer álbum, Æ que sale al mercado en diciembre de 1994.

Con el lanzamiento de su álbum debut, Unun realiza presentaciones promocionales con Dr. Gunni en bajo, Þór Eldon en guitarra, Heiða que además de cantar ocupa guitarra, Obo en batería y Jóhann Jóhannsson en teclados quien también coprodujo al álbum.
En 1995 Æ es votado como el mejor disco de 1994 en Islandia y así Unun gana mayor prestigio gracias a las presentaciones no sólo dentro de Reikiavik sino también afuera. Para la primavera boreal, comienzan a traducir las letras de sus canciones al inglés y así abarcar a un público más amplio. Como resultado, editan Super Shiny Dreams que salió en noviembre de 1995 a través de Bad Taste para los Estados Unidos y Europa, pero las ventas fueron escasas.
A mediados de año, grabaron dos covers con Paul Oscar y más tarde, a mediados de 1995 Unun se presenta en Dinamarca, Francia y Suiza. Para esta época, Obo y Jóhann Jóhannsson dejan el grupo y son reemplazados por Matthias Hemstock y Valgeir Sigurðsson, respectivamente.
Para 1996 Unun tiene la oportunidad de presentarse como grupo telonero de Björk en tres conciertos en Inglaterra. De esta forma gana un mayor reconocimiento en el exterior y las compañías discográficas empiezan a interesarse en el grupo. En este año firmaron un contrato con Polygram y realizaron un recital en el festival Eurospotting en Dinamarca.
En 1997 se presentan en el festival Roskilde en Dinamarca y firman contrato con la discográfica Deceptive a través de la cual lanzan dos singles: You Do Not Exist en agosto y I See Red en octubre del mismo año, recibiendo críticas variadas. Mientras tanto, Dr. Gunni lanza el álbum infantil Abba Babb! y la canción "The Farting People" se convierte en un gran éxito en Islandia.
En 1998 Deceptive Records declina el contrato con Unun y el grupo, ya en su etapa final, saca al mercado el EP Bones, con cuatro canciones. Para esta etapa, Dr. Gunni y Heiða regresan al estudio para preparar su siguiente trabajo, pero Þór Eldon, Matthias Hemstock y Valgeir Sigurðsson renuncian y son reemplazados por Birna en teclados, Viddi en bajo y Doddi en batería. Así el renovado Unun tiene una presentación en Islandia.
El 16 de julio de 1999 los integrantes de Unun dan a conocer que el grupo deja de existir y pese a que las actividades quedaron suspendidas toda esperanza de reaparición queda desechada cuando el 2 de julio Viddi, Doddi y Birna abandonan el grupo quedando sólo Dr. Gunni y Heiða, quienes seguirían con sus carreras solistas.

## Discografía de Unun
- 1994 - Æ (Bad Taste)
- 1995 - Super Shiny Dreams (Bad Taste)
- 1998 - Bones (Bad Taste)
- 1998 - Ótta (Bad Taste)

Apariciones y colaboraciones:

- 1994 - Smekkleysa í Hálfa Öld (Smekkleysa), compilado de la discográfica Smekkleysa/Bad Taste.
- 1995 - Ein Stor Fjolskylda (Bad Taste)
- 1995 - Is med Dyfu (Rymur)
- 1995 - H-spenna (Rymur)
- 1995 - Einkalif (Bad Taste)
- 1995 - G Hlidin (Geimsteinn)
- 1996 - Eurospotting (Eurospotting)
- 1997 - Megasarlög (POP Records)
- 1997 - Deceptive Fifty (Deceptive Records)
- 1997 - Stelpurokk (Vera)
- 1997 - Eurospotting 98 (Danmark's Radio)